# Wang (tytuł)
Wang, 王 – chiński tytuł feudalny odpowiadający królowi.
W okresie dynastii Shang i Zhou używany był jako oficjalny tytuł władców. Od czasów Qin Shi Huangdi przywódcy zjednoczonych Chin zaczęli używać tytułu huangdi (cesarz). Odtąd terminu wang używano na określenie krewnych cesarza lub jego lenników; posługiwali się nim również władcy różnych państewek w okresach rozbicia kraju. Odpowiadał wówczas europejskiemu terminowi „książę”.
W okresie Trzech Królestw termin ten w znaczeniu „król” został zapożyczony również do Korei jako określenie władców.
W języku chińskim tytuł wang (王) umieszczany jest po imieniu władcy. Istnieje również forma dwusylabowa – guowang (chiń. trad. 國王; dosł. „król państwowy”), która lepiej oddaje sens polskiego słowa „król”. 
Wang to również jedno z najpopularniejszych chińskich nazwisk, które nosi ok. 100 mln osób. Podobnie jako polskie nazwisko Król na ogół nie oznacza jednak królewskiego pochodzenia.